# Cikutamahi
Cikutamahi is een bestuurslaag in het regentschap Bogor van de provincie West-Java, Indonesië. Cikutamahi telt 3901 inwoners (volkstelling 2010).